# レオポール・セダール・サンゴール国際空港
レオポール・セダール・サンゴール国際空港(レオポール・セダール・サンゴールこくさいくうこう、フランス語:Aéroport international Léopold-Sédar-Senghor、英語:Léopold Sédar Senghor International Airport)は、セネガルの首都ダカール・ヨフ地区にある国際空港である。
セネガルで最も重要な空港であり、ボーイング747も就航可能である。エール・アフリックの5大ハブ空港の一つだった。なお、この空港は著名な詩人であり1960年から1980年までセネガル共和国初代大統領を務めたレオポール・セダール・サンゴールにちなんで命名された。
2017年12月7日にダカール郊外のブレーズ・ジャーニュ国際空港が開業し、現在は同空港に機能がほぼすべて移転されている。

## 就航航空会社と就航都市

### 国際線
| 航空会社       | 就航地                                                       |
| -------------- | ------------------------------------------------------------ |
| スウィフトエア | グラン・カナリア空港（ラス・パルマス・デ・グラン・カナリア） |

## かつての就航航空会社と就航都市
| 航空会社                           | 就航地 |
| ---------------------------------- | --- |
| エア・セネガル                     | フェリックス・ウフェ＝ボワニ国際空港（アビジャン）、バマコ・セヌー国際空港（バマコ）、バンジュール国際空港（バンジュール）、コナクリ国際空港（コナクリ）、ヌアクショット空港（ヌアクショット）、ワガドゥグー空港（ワガドゥグー） |
| アルジェリア航空                   | ウアリ・ブーメディアン空港（アルジェ） |
| モーリタニア航空インターナショナル | ヌアクショット空港（ヌアクショット） |
| ロイヤル・エア・モロッコ           | ムハンマド5世国際空港（カサブランカ） |
| 南アフリカ航空                     | O・R・タンボ国際空港（ヨハネスブルグ）、ワシントン・ダレス国際空港（ワシントンD.C.） |
| TACVカーボベルデ航空               | オスヴァルド・ヴィエイラ国際空港（ビサウ）、ネルソン・マンデラ国際空港（プライア） |
| エール・ブルキナ                   | ワガドゥグー空港（ワガドゥグー） |
| エチオピア航空                     | ボレ国際空港（アディスアベバ） |
| ケニア航空                         | ジョモ・ケニヤッタ国際空港（ナイロビ） |
| ターキッシュ エアラインズ          | アタテュルク国際空港（イスタンブール） |
| エールフランス                     | パリ＝シャルル・ド・ゴール空港（パリ） |
| ブリュッセル航空                   | ブリュッセル空港（ブリュッセル）、バンジュール国際空港（バンジュール） |
| イベリア航空                       | アドルフォ・スアレス・マドリード＝バラハス空港（マドリード） |
| TAP ポルトガル航空                 | ポルテラ空港（リスボン） |
| デルタ航空                         | アトランタ、O・R・タンボ国際空港（ヨハネスブルグ） |

その他、コルセールフライなどのフランスの航空会社によるチャーター便が随時就航していた。

## 貨物航空
これらの貨物便はすべてブレーズ・ジャーニュ国際空港に移行されたため、現在は運航していない。
| 航空会社             | 就航地                                             |
| -------------------- | -------------------------------------------------- |
| エールフランスカーゴ | パリ＝シャルル・ド・ゴール空港（パリ）             |
| ルフトハンザ・カーゴ | フランクフルト空港（フランクフルト・アム・マイン） |